# نساء ضد القانون (فلم)
نساء ضد القانون فيلم دراما مصري لعام 1991  من إخراج نادية حمزة وتأليف نبيل غلام. الفيلم من بطولة نورا ويوسف شعبان وعايدة رياض، ويعرض قصة ثلاث صديقات يعانين من تردي الأوضاع المادية والقهر الاجتماعي وسطوة الرجال، ويضطررن لسلك أساليب ملتوية للخروج من الحصار المضروب حولهم.
صدر الفيلم إلى دور العرض المصرية في 18 مارس 1991.
منح موقع قاعدة بيانات الأفلام العربية على الإنترنت «السينما.كوم» درجة 5/ 10.

## طاقم التمثيل
نورا: في دور نادية
يوسف شعبان: في دور جلال مسعود
عايدة رياض: في دور علوية
سوزان صالح: في دور الدكتورة زينب
سوسن ربيع: في دور عائشة (شقيقة نادية)
إبراهيم نصر: في دور شوشة الأخضر
ألفت سكر: في دور أم نادية
ربيع الصغير: في دور عزيز
إبراهيم صالح: في دور أحمد (خطيب عائشة)
نادية شمس الدين: في دور مديرة المعهد الرياضي
أحمد أبو عبية: في دور عطية (والد الدكتورة زينب)
بالاشتراك مع: فوزية الأنصاري – حسني عبد الجليل – حمدي بتشان – أمين عنتر – طارق الباجوري – وسيلة حسين – علي الباجوري

## أحداث الفيلم
تعاني أربعة نماذج من النساء من قهر المجتمع لهن، فيلجئون لمخالفة القوانين. ناديه (نورا) تعمل مدربة في معهد لعلاج السمنة نهاراً، وراقصة بملهى ليلي لتعول أسرتها المكونة من والدتها (ألفت سكر)، وشقيقتها عائشة (سوسن ربيع) وهي مخطوبة للشاب العاطل أحمد (إبراهيم صالح) الذي لايجد وسيلة للعيش سوى سرقة السيارات حتى يقبض عليه ويسجن. ترفض ناديه الرضوخ لرغبة جلال مسعود (يوسف شعبان) مالك الملهى الليلي بمجالسة رواد الملهى، فيرسل صورتها وهي ترقص لمديرة المعهد (نادية شمس الدين) التي تفصلها من المعهد، ويستغل جلال معاناة ناديه من مرض الكلى، وينفق على علاجها ويستغل حاجتها وحاجة أسرتها ويعرض عليها الزواج، ويستغلها في أعماله المشبوهة في تهريب الذهب، دون علمها، حيث يرسلها للخارج بحجة العلاج، ويخفي في جيوب سرية بحقيبتها الذهب المهرب. تحلم شقيقتها عائشة بزوج ينتشلها من الفقر، وتوافق على الزواج من شوشة الأخضر (إبراهيم نصر) الذي يكبرها بعشرين عاماً، لمجرد أنه يعمل بالخليج ويتاجر بالدولارات التي يجمعها من العاملين بالخارج، وتكتشف بعد الزواج انه عاجز جنسياً.
تعيش علوية (عايده رياض) في حجرة فوق سطح مبنى كبير، وتعمل مضيفة في مقهى، لتتمكن من الانفاق على أهلها بقرية في الريف المصري. تقاوم علوية إغراءات رواد المقهى من الأثرياء حفاظاً على شرفها، كما تقاوم إغراءات جلال للعمل بالملهى الليلي، وترفض الزواج من الشاب الجامعى عزيز (ربيع الصغير) الذي ألقى بشهادته جانباً، وعمل نقاشاً من أجل جمع المال، وتقنعه علوية بوضع ماله في شركة الهنا لتوظيف الأموال، كما فعلت هي وكانت النتيجة ان فقد الاثنان أموالهم، فأصيب عزيز بلوثة عقلية.
أما النموذج الأخير من النساء فكان الطبيبة زينب (سوزان صالح) التي أنفق عليها والدها عطية (أحمد أبو عبية) واستدان من أجل تعليمها والإنفاق على بقية أبنائه الصغار. ولم يكن راتب الحكومة يكفيهم، ولذا تقوم زينب بالعمل في مستشفى استثمارى يديره الثري الأمي (أمين عنتر) ويستغل المستشفى في عمليات الإجهاض نظير مبالغ ضخمة. تنزلق زينب، بسبب حاجتها المالية، في عملية إجهاض كادت أن تنتهي بموت الضحية، فتعود زينب لصوابها، وتمتنع عن مثل هذه العمليات، وتقوم بارتداء الحجاب وتعمل في مستشفى خيري. يشتري جلال مليون دولار من شوشة الأخضر، ويسلمه مقابلها نقوداً مزيفة، يقوم بتزييفها في وكره، وقبل اكتشافها يقتله ويستردها منه.
تعود ناديه من السفر بعد ان تأكدت من استغلال جلال لها، وتكتشف عائشة ان جلال هو قاتل زوجها شوشه، فتواجهه هي وعلويه فيقوم بحبسهم في الفيللا، تمهيدا لهروبه إلى خارج البلاد، ولكن أحمد الذي خرج من السجن وتتبع جلال الذي تزوج حبيبته ناديه، ويبلغ الشرطة عن أعمال جلال المشبوهة، ويتم القبض على جلال وعصابته، وتتحرر رهائنه، ولكن ناديه تموت متأثرة بمرض الكلى.

## استقبال الفيلم
كتب سمير فريد في صحيفة المصري اليوم عن مخرجة الفيلم نادية حمزة: «أخرجت نادية حمزة فيلمها الأول»بحر الأوهام «عام 1984... وتعبر هذه الأفلام في مجموعها عن موقف واضح في الدفاع عن النساء، يصل إلى درجة عالية من الحدة، حتى إن أحد أفلامها لا يظهر فيه وجه رجل واحد! إنها صانعة سينما» نسائية«بكل معنى الكلمة».

## روابط خارجية
- مقالات تستعمل روابط فنية بلا صلة مع ويكي بيانات